# Фам Хай
Фам Хай (в'єт. Pham Hai) — в'єтнамський дипломат. Надзвичайний і Повноважний Посол В'єтнаму в Україні та в Молдові за сумісництвом (з 2025).

## Життєпис
З 2019 року — Надзвичайний і Повноважний посол В'єтнаму в Республіці Білорусь. 21 січня 2019 року вручів вірчі грамоти Президенту Республіки Білорусь Олександру Лукашенко
З 2025 року - Надзвичайний і Повноважний Посол В'єтнаму в Україні та в Молдові за сумісництвом
21 січня 2025 року вручів копії вірчіх грамот Заступнику міністра закордонних справ України Євгену Перебийносу.
10 квітня 2025 року вручив вірчі грамоти Президенту України Володимиру Зеленському.